# Patientia
Patientia – rzymskie uosobienie (personifikacja) cierpliwości.
Na rewersach monet rzymskich przedstawiana z berłem.